# Naseeruddin Shah

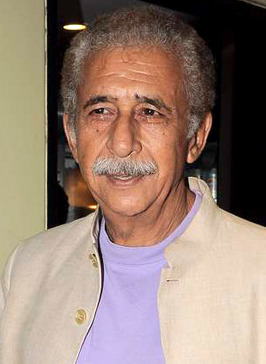
Naseeruddin Shah, 2012

Naseeruddin Shah (Urdu نصیرالدین شاه‎, Hindi नसीरुद्दीन शाह Nasīruddīn Śāh; * 20. Juli 1950 in Barabanki, Uttar Pradesh) ist ein indischer Schauspieler. Er gehört neben Shabana Azmi, Om Puri und Smita Patil zu den führenden Darstellern des indischen Parallelkinos.

## Leben
Nach seinem Schauspielstudium an der National School of Drama in Delhi (Abschluss 1973) und dem Film and Television Institute of India in Pune wurde er von Shyam Benegal entdeckt. Er debütierte in dessen Film Nishant (1975) und trat in den folgenden Jahren auch in Benegals Bhumika (1976), Manthan (1976), Junoon (1979) und Mandi (1983) auf. 1980 spielte er die Titelrolle in Saeed Akhtar Mirzas Albert Pinto Ko Gussa Kyon Aata Hai. Naseeruddin Shah fällt durch zurückhaltendes Schauspiel auf, dadurch wirken seine Rollen glaubhaft, er ist jedoch auch als Komiker gewinnbringend einsetzbar. Überzeugend ist seine darstellerische Leistung als Widersacher von Smita Patil in Mirch Masala (1985) oder als korrupter Rechtsanwalt in Mohan Joshi Hazir Ho!.
Shah schaffte es, sowohl beim Publikum künstlerisch ambitionierter Filme von Sai Paranjpye, Mrinal Sen oder Girish Kasaravalli als auch in der Unterhaltungsindustrie Bollywood erfolgreich zu sein. Ein Beispiel hierfür ist seine Rolle als gestresster Vater in Mira Nairs Monsoon Wedding (2001). 2003 spielte er in der Hollywood-Verfilmung des Comics Die Liga der außergewöhnlichen Gentlemen den Kapitän Nemo. Im deutschen Fernsehen war er zuletzt in Ich bin immer für Dich da! (Main Hoon Na) (2004) zu sehen.
Naseeruddin Shah spielte in über 120 Filmen. Neben seiner Filmtätigkeit tritt er auch auf Bühnen auf, oft in Shashi Kapoors Prithvi Theatre. Er erhielt den Filmfare Award als bester Hauptdarsteller 1980, 1981 und 1983. 2003 wurde ihm der Padma Bhushan verliehen.
Shahs drei Kinder wurden alle Schauspieler. Er war verwitwet und ist in zweiter Ehe mit der Schauspielerin Ratna Pathak verheiratet, mit der er zwei Söhne Imaad und Vivaan hat. Aus seiner ersten Ehe mit der Iranerin Parveen Murad stammt die Tochter Heeba Shah.
2018 wurde er in die Academy of Motion Picture Arts and Sciences berufen, die jährlich die Oscars vergibt.

## Filmografie
| - 1975: Nishant - 1976: Manthan - 1977: Godhuli - 1977: Die Schauspielerin (Bhumika) - 1978: Junoon - 1979: Shaayad - 1979: Sunayana - 1980: Hum Paanch - 1980: Sparsh - 1980: Aakrosh – Schrei der Pein (Aakrosh) - 1980: Die Wut des Albert Pinto (Albert Pinto Ko Gussa Kyon Ata Hai) - 1980: Bhavni Bhavai - 1981: Tajurba - 1981: Das Rad des Glücks (Chakra) - 1981: Bezubaan - 1981: Sazaye Maut - 1981: Umrao Jaan - 1982: Swami Dada - 1982: Dil... Akhir Dil Hai - 1982: Aadharshila - 1982: Bazaar - 1982: Sitam - 1982: Tahalka - 1983: Jaane Bhi Do Yaaro - 1983: Woh 7 Din - 1983: Ardh Satya - 1983: Haadsaa - 1983: Katha - 1983: Mandi - 1983: Masoom - 1984: Khandhar - 1984: Lorie - 1984: Holi - 1984: Maan Maryada - 1984: Mohan Joshi Hazir Ho! - 1984: Paar - 1984: Party - 1985: Trikal - 1985: Misaal - 1985: Bahu Ki Awaaz - 1985: Aghaat - 1985: Anantyatra - 1985: Apna Jahan (TV) - 1985: Ghulami - 1985: Khamosh - 1985: Das Gewürz (Mirch Masala) - 1986: Karma - 1986: Genesis (Genesis) - 1986: Shart - 1986: Ek Pal - 1986: Musafir - 1987: Pestonjee - 1988: Mirza Ghalib (TV) - 1987: Ijaazat - 1987: Jalwa - 1987: Yeh Woh Manzil To Nahin - 1988: Maalamaal - 1988: Hero Hiralal - 1988: Rihaee - 1988: Ein fast perfekter Mord (The Perfect Murder) - 1988: Zulm Ko Jala Doonga - 1988: Libaas - 1989: Khoj - 1989: Tridev - 1990: Chor Pe Mor - 1990: Police Public - 1991: Lakshmanrekha - 1991: Ek Ghar - 1991: Mane - 1991: Sau Crore - 1991: Shikari: The Hunter - 1992: Electric Moon - 1992: Chamatkar – Der Himmel führt uns zusammen… (Chamatkar) - 1992: Vishwatma - 1992: Daku Aur Police - 1992: Tehelka - 1992: Time Machine - 1993: Sir - 1993: Lootere - 1993: Bedardi - 1993: Game - 1993: Hasti - 1993: Kabhi Haan Kabhi Naa – Sie liebt mich, sie liebt mich nicht (Kabhi Haan Kabhi Naa) - 1994: Droh Kaal - 1994: Mohra - 1994: Ponthan Mada - 1994: Triyacharitra? - 1995: Takkar - 1995: Naajayaz - 1995: Mr. Ahmed - 1996: Chaahat – Momente voller Liebe und Schmerz (Chaahat) - 1996: Rajkumar - 1996: Himmat - 1997: Daava - 1997: Lahoo Ke Do Rang - 1997: Agnichakra - 1997: Private Detective: Two Plus Two Plus One - 1998: Sar Utha Ke Jiyo - 1998: Bombay Boys - 1998: Such a Long Journey - 1998: China Gate - 1998: Dand Nayak - 1998: Dhoondte Reh Jaaoge! - 1999: Bhopal Express (Bhopal Express) - 1999: Sarfarosh | - 2000: Gaja Gamini - 2000: Hey Ram – Augenblicke der Zärtlichkeit (Hey Ram) - 2000: Tune Mera Dil Le Liyaa - 2001: Moksha: Salvation - 2001: Kasam - 2001: Monsoon Wedding (Monsoon Wedding) - 2001: Mujhe Meri Biwi Se Bachaao - 2001: Guru Mahaaguru - 2002: Encounter: The Killing - 2003: Maqbool – Der Pate von Mumbai (Maqbool) - 2003: Die Liga der außergewöhnlichen Gentlemen (The League of Extraordinary Gentlemen) - 2003: Drei Häftlinge im Todestrakt (3 Deewarein) - 2004: Asambhav – Das Unmögliche (Asambhav) - 2004: Ich bin immer für Dich da! (Main Hoon Na) - 2005: Home Delivery Aapko... Ghar Tak - 2005: Being Cyrus - 2005: Main, Meri Patni Aur Woh - 2005: Parzania - 2005: Iqbal - 2005: Die Schöne und der Geist (Paheli) - 2005: The Great New Wonderful - 2006: Omkara - 2006: Yun Hota To Kya Hota - 2006: Valley of Flowers (Valley of Flowers) - 2006: Krrish - 2006: Banaras - 2006: Mixed Doubles - 2006: Shoonya - 2007: Dus Kahaniyaan - 2007: Amal - 2007: Khuda Ke Liye - 2008: Mithya - 2008: Bombay to Bangkok - 2008: Shoot on Sight - 2008: Mere Baap Pehle Aap - 2008: Du liebst mich, du liebst mich nicht (Jaane Tu… Ya Jaane Na) - 2008: Firaaq - 2008: A Wednesday! - 2008: Maharathi - 2009: Barah Aana - 2009: Red Alert: The War Within - 2009: Today’s Special - 2009: Bolo Raam - 2010: Live aus Peepli – Irgendwo in Indien (Peepli Live) - 2010: Ishqiya - 2010: Raajneeti - 2010: That Girl in Yellow Boots - 2010: Pappu Can't Dance Saala - 2010: Allah Ke Banday - 2011: The Blueberry Hunt - 2011: Susannas 7 Männer (7 Khoon Maaf) - 2011: Man lebt nur einmal – Zindagi Na Milegi Dobara (Zindagi Na Milegi Dobara) - 2011: Michael - 2011: Deool - 2011: Chargesheet - 2011: The Dirty Picture - 2012: Chaalis Chauraasi - 2012: Maximum - 2013: Zinda Bhaag - 2013: Sona Spa - 2013: Krrish 3 (Gastauftritt) - 2013: Jackpot - 2013: Mad Dad - 2013: Khasi Katha– A Goat Saga - 2013: Mastaan - 2013: Amma 3D - 2013: John Day - 2013: The Coffin Maker - 2013: Sunglass / Taak Jhaank - 2014: Nalupu Rani - 2014: Dedh Ishqiya - 2014: Finding Fanny |